# Bihav
Et bihav er en geografisk afgrænset del af et hav. Et bihav kan være et randhav eller et middelhav. Eksempler på bihav er Østersøen, som er et middelhav, eller Nordsøen, som er et randhav. Det anvendes ofte synonymt med indhav.